# Reprezentacja Algierii w koszykówce mężczyzn
Reprezentacja Algierii w koszykówce mężczyzn – drużyna, która reprezentuje Algierię w koszykówce mężczyzn. Za jej funkcjonowanie odpowiedzialna jest krajowa federacja koszykówki (Fédération Algérienne de Basket-Ball). Raz wystartowała w mistrzostwach świata – w 2002 zajęła 15. pozycję. Szesnaście razy brała udział w mistrzostwach Afryki, dwukrotnie zdobywając medale – srebro w 2001 i brąz w 1965.

## Udział w imprezach międzynarodowych
- Mistrzostwa świata
  - 2002 – 15. miejsce

- Mistrzostwa Afryki
  - 1965 – 3. miejsce
  - 1968 – 7. miejsce
  - 1980 – 4. miejsce
  - 1981 – 5. miejsce
  - 1983 – 6. miejsce
  - 1987 – 9. miejsce
  - 1989 – 6. miejsce
  - 1992 – 9. miejsce
  - 1993 – 5. miejsce
  - 1995 – 4. miejsce
  - 1999 – 6. miejsce
  - 2001 – 2. miejsce
  - 2003 – 7. miejsce
  - 2005 – 4. miejsce
  - 2013 – 12. miejsce
  - 2015 – 6. miejsce